# Surgical Steel
Surgical Steel je šesti studijski album britanskog death metal-sastava Carcass. Diskografska kuća Nuclear Blast Records objavila ga je 13. rujna 2013. u Europi, 16. rujna u Velikoj Britaniji i 17. rujna u Sjevernoj Americi. Surgical Steel je prvi studijski album Carcassa od albuma Swansong iz 1996. i njihov prvi na kojem je Dan Wilding zamijenio izvornog bubnjara Kena Owena, iako potonji daje prateće vokale na albumu. Ovo je ujedno bio i prvi album sastava nakon Symphonies of Sickness iz 1989. koji je snimljen kao tročlani album i njihov prvi album koji je dosegao Top 50 na ljestvici albuma u Velikoj Britaniji.

## Pozadina
Carcass se raspao 1996., nakon objavljena albuma Swansong. Walker, Steer i Amott su se 2007. ponovno okupili s bubnjarom sastava Arch Enemy, Danielom Erlandssonom, s kojim su nastupali na festivalima diljem svijeta sljedećih nekoliko godina. Godine 2008. Steer je u jednom intervjuu rekao da novi album nije vjerojatan zbog Amottovog i Walkerovog pretrpanog rasporeda. Godine 2008. Walker je rekao časopisu Decibel da ponovno okupljanje neće proizvesti nikakav novi materijal, rekavši: "Ne vidim kako bi se to ikada moglo dogoditi, jer smo ja, Mike i Bill svi vođe sastava. Bilo bi previše momaka koji misle da su najpametniji." Međutim, u tom istom intervjuu, priznao je da je Steer "pokazivao [Amottu] riffove" koji bi mogli dovesti do novih pjesama.
Tijekom turneje 2008. godine Steer je gledao bubnjara Dana Wildinga kako svira i osjetio se nadahnutim njegovom sličnošću bivšem bubnjaru Carcassa, Kenu Owenu, koji se nije mogao pridružiti Carcassu na ponovnom okupljanju zbog krvarenja u mozgu koje je pretrpio 1999. godine. Amott i Erlandsson napustili su sastav 2012. kako bi se usredotočili na Arch Enemy, a Steer i Walker angažirali su Wildinga da snimi Surgical Steel, koji su samostalno financirali jer u to vrijeme nisu imali podršku diskografske kuće.

## Promocija i objava
Njemački časopis Legacy premijerno je izveo pjesmu "Captive Bolt Pistol" s albuma u lipnju 2013. na CD-u samplera pod nazivom Hell Is Here, promovirajući festival Party San Open Air. Nuclear Blast objavili su pjesmu za besplatno preuzimanje 16. srpnja i 9. kolovoza u prodaju pustili singl na vinilskoj ploči od 7" s pjesmom "Intensive Battery Brooding" na B-strani. Carcass je također svirao pjesmu na peterodnevnoj sjevernoameričkoj turneji u rujnu 2013. godine, nakon čega je uslijedila duža turneja po Europi u studenom 2013. s death metal-skupinom Amon Amarth. Decibel je premijerno počeo prodavati "Zochrot", pjesmu snimljenu tijekom sesija snimanja albuma Surgical Steel, kao flexi disk uključen u izdanje iz listopada 2013.
Surgical Steel je objavljen kao CD u standardnoj jewel-kutiji i digipacku te kao dupli LP na crnom ili bijelom vinilu. Osim toga, Nuclear Blast je ekskluzivno izdao izdanje za naručivanje poštom. To je box set koji sadrži CD u kompletu prve pomoći, a ograničen je na 666 primjeraka.
Sastav je snimio četiri dodatne pjesme tijekom Surgical Steel sesija koje nisu bile uključene u standardno izdanje albuma: "A Wraith in the Apparate", "Intensive Battery Brooding", "Zochrot" i "Livestock Marketplace". Dodatne pjesme objavljene su 11. studenog 2014. (Sjeverna Amerika), 14. studenog (ostatak Europe) i 17. studenog (UK) na EP-u Surgical Remission/Surplus Steel. EP je dostupan u fizičkom i digitalnom formatu. Surgical Steel Complete Edition verzija albuma objavljena je 2015., kombinirajući temeljne pjesme s albuma i Surgical Remission/Surplus Steel EP u jednom paketu.

## Popis pjesama
Tekstovi: Jeffrey Walker, glazba: Carcass.
| 1.    | »1985« (instrumentalna skladba)          | 1:15 |
| 2.    | »Thrasher's Abattoir«                    | 1:50 |
| 3.    | »Cadaver Pouch Conveyor System«          | 4:02 |
| 4.    | »A Congealed Clot of Blood«              | 4:14 |
| 5.    | »The Master Butcher's Apron«             | 4:01 |
| 6.    | »Noncompliance to ASTM F899-12 Standard« | 6:07 |
| 7.    | »The Granulating Dark Satanic Mills«     | 4:10 |
| 8.    | »Unfit for Human Consumption«            | 4:25 |
| 9.    | »316L Grade Surgical Steel«              | 5:20 |
| 10.   | »Captive Bolt Pistol«                    | 3:17 |
| 11.   | »Mount of Execution«                     | 8:25 |
| 47:06 |                                          |      |

| Bonus pjesma na digipak izdanju | Bonus pjesma na digipak izdanju | Bonus pjesma na digipak izdanju | Bonus pjesma na digipak izdanju | Bonus pjesma na digipak izdanju | Bonus pjesma na digipak izdanju | Bonus pjesma na digipak izdanju | Bonus pjesma na digipak izdanju | Bonus pjesma na digipak izdanju | Bonus pjesma na digipak izdanju |
| Br.                             | Skladba                         | Trajanje                        |                                 |                                 |                                 |                                 |                                 |                                 |                                 |
| ------------------------------- | ------------------------------- | ------------------------------- | ------------------------------- | ------------------------------- | ------------------------------- | ------------------------------- | ------------------------------- | ------------------------------- | ------------------------------- |
| 12.                             | »Intensive Battery Brooding«    | 4:43                            |                                 |                                 |                                 |                                 |                                 |                                 |                                 |
| 51:49                           |                                 |                                 |                                 |                                 |                                 |                                 |                                 |                                 |                                 |

| Bonus pjesme na japanskom izdanju | Bonus pjesme na japanskom izdanju | Bonus pjesme na japanskom izdanju | Bonus pjesme na japanskom izdanju | Bonus pjesme na japanskom izdanju | Bonus pjesme na japanskom izdanju | Bonus pjesme na japanskom izdanju | Bonus pjesme na japanskom izdanju | Bonus pjesme na japanskom izdanju | Bonus pjesme na japanskom izdanju |
| Br.                               | Skladba                           | Trajanje                          |                                   |                                   |                                   |                                   |                                   |                                   |                                   |
| --------------------------------- | --------------------------------- | --------------------------------- | --------------------------------- | --------------------------------- | --------------------------------- | --------------------------------- | --------------------------------- | --------------------------------- | --------------------------------- |
| 12.                               | »A Wraith in the Apparatus«       | 3:30                              |                                   |                                   |                                   |                                   |                                   |                                   |                                   |
| 13.                               | »Intensive Battery Brooding«      | 4:46                              |                                   |                                   |                                   |                                   |                                   |                                   |                                   |
| 55:19                             |                                   |                                   |                                   |                                   |                                   |                                   |                                   |                                   |                                   |

## Recenzije
Chris Dick iz časopisa Decibel pohvalio je album kao vrijedan dodatak diskografiji sastava, napomenuvši da album ima agresivniju prvu polovicu i melodičniju drugu polovicu. Dick je napisao: "Surgical Steel nije samo neglumljeni povratak u formu; on je dokazano opak". Mike Kemp iz časopisa Terrorizer smatra da ploča nije reinvencija poznatog zvuka sastava, niti "oživljavanje prošle slave". Umjesto toga, nazvao ga je "prokleto dobrim death metal-albumom" koji je ispunio njegova očekivanja.
U pozitivnoj recenziji na stranici Invisible Oranges, Alee Karim opisao je album kao "udaranje mitraljeza, teške udarce u srednjem tempu, [i] virtuozne, ali okretne harmonije dvije gitare koje podsjećaju na Thina Lizzyja" i rekao, "Ovo možda neće biti vaš omiljeni album Carcassa [...], ali je vjerojatno objektivno najbolja realizacija njihovog zvuka." Hank Shteamer iz Pitchforka nazvao je Surgical Steel "nostalgičnom izjavom" koja je "ugodna". Također je pohvalio glazbenike na albumu, kao što je "izvanredno sviranje Steera", "neki od najčvršćih bubnjanja u diskografiji sastava", a Walkera je nazvao "zvijezdom ploče".
Surgical Steel je nekoliko metal-časopisa i web-stranica proglasilo albumom godine 2013., uključujući Metal Assault, Decibel Magazine, i MetalSucks, koji će kasnije u 2019. Surgical Steel rangirati kao 2. najbolji metal-album 2010-ih.

## Zasluge
| Carcass - Jeff Walker – bas-gitara, vokal - Bill Steer – gitara, dodatni vokal - Dan Wilding – bubnjevi Dodatni glazbenici - Ken Owen – prateći vokal (na pjesmama "Thrasher's Abattoir" i "Unfit for Human Consumption") - Chris Gardner – prateći vokal | Ostalo osoblje - Martin Nesbitt – naslovnica - Carl Bown – inženjer zvuka (snimanja) - Colin Richardson – produkcija - Rob Kimura – umjetnički smjer - Andy Sneap – miks, mastering - Mircea Gabriel Eftemie – grafički dizajn (dodatni) - Ian T Tilton – fotografije - Adrian Erlandsson – fotografije (sastava) |